# Esturjão-de-focinho-curto
O esturjão-de-focinho-curto (Acipenser brevirostrum, em inglês “shortnose sturgeon”) é um pequeno esturjão da América do Norte que pode ser encontrado em 16 a 19 rios e estuários ao longo da costa leste daquele continente, desde o Rio Saint John, na província de New Brunswick, no Canadá, até o Rio Saint Johns, no Estado da Flórida, nos Estados Unidos.
O esturjão-de-focinho-curto atinge um comprimento máximo de 140 centímetros e um peso de 23 quilogramas. O índice de crescimento e o tamanho máximo variam com a latitude, sendo que o crescimento mais rápido ocorre nas populações que habitam mais ao sul. A sua idade máxima é de 67 anos para as fêmeas, mas os machos dificilmente vivem mais de 30 anos.
Devido ao seu pequeno tamanho, esta espécie é às vezes confundida com espécimes jovens do esturjão-do-atlântico, que é maior. Até 1973, os registros de pesca comercial dos Estados Unidos não faziam diferenciação entre as duas espécies, e ambas eram designadas “esturjão comum”, embora acredite-se, com base nos tamanhos dos peixes capturados, que estes eram em sua maioria esturjões-do-Atlântico.
O esturjão-de-focinho-curto é uma espécie ameaçada nos Estados Unidos, tendo recebido esta classificação em 1967. No Canadá a espécie é classificada como vulnerável.